# Non voglio essere un fenomeno
Non voglio essere un fenomeno è un singolo di Gianluca Grignani pubblicato il 20 giugno 2014.

## Il singolo
Il singolo è stato pubblicato il 20 giugno 2014 nelle stazioni radiofoniche ed è stato disponibile anche in download digitale.

## Il video
Il video è stato pubblicato il 1º luglio 2014.

## Classifiche
| Classifica (2014) | Posizione massima |
| ----------------- | ----------------- |
| Airplay Italiana  | 3                 |